# Устіян Іван Григорович
Іван Григорійович Устіян (рум. Ion Ustian; 12 вересня 1939, село Олішкань, тепер Молдова) — радянський молдовський політичний діяч та дипломат. Голова Ради Міністрів Молдавської РСР (1980—1985), Міністр закордонних справ Молдавської РСР. Член Центральної Ревізійної комісії КПРС у 1981—1986 роках. Депутат Верховної Ради СРСР 10—11-го скликань (1981—1989).

## Життєпис
Народився 12 вересня 1939 року в селі Олішкань Шолденештський району в селянській родині. У 1958 році закінчив сільськогосподарський технікум імені Г. І. Котовського в селі Кукурузень.
Після закінчення Кукурузенського технікуму працював інструктором (1958—1961) і 2-м секретарем Криулянського районного комітету ЛКСМ Молдавії (1961—1962), 1-м секретарем Теленештського районного комітету ЛКСМ Молдавії (1962).
Член КПРС з 1961 року.
Потім — інструктор (1962—1963) і завідувач відділу сільських комсомольських організацій ЦК ЛКСМ Молдавії (1963—1964). У 1964—1965 рр. був інструктором Центрального Комітету ВЛКСМ для союзних республік.
У 1965 році закінчив без відриву від виробництва Кишинівський сільськогосподарський інститут ім. М. В. Фрунзе.
У 1965—1970 був завідувачем відділу пропаганди і секретарем ЦК ЛКСМ Молдавії.
Після закінчення в 1973 році Академії суспільних наук при ЦК КПРС займав ряд відповідальних посад в молдавських партійних органах: інспектор ЦК Компартії Молдавії (1973), перший секретар Єдинецького райкому Компартії Молдавії (1973—1977), завідувач відділу сільського господарства і харчової промисловості ЦК Компартії Молдавії (1977).
У 1975 році захистив кандидатську дисертацію і отримав вчений ступінь кандидата економічних наук. З 29 грудня 1977 по 31 грудня 1980 року займав посаду заступника голови Ради міністрів Молдавської РСР і голови Держплану республіки.
31 грудня 1980 року був призначений головою Ради міністрів МРСР і залишався на цій посаді до 24 грудня 1985 року. Одночасно з цим, в 1980—1981 рр. займав посаду міністра закордонних справ Молдавської РСР.
24 грудня 1985 року вийшов на пенсію, перейшов на викладацьку роботу. Доктор хабілітат економіки, доцент кафедри політичної економії та історії економічних вчень Молдавської економічної академії. Автор численних наукових праць

## Нагороди та відзнаки
- Орден Трудового Червоного Прапора.